# ДОТ № 204 (КиУР)

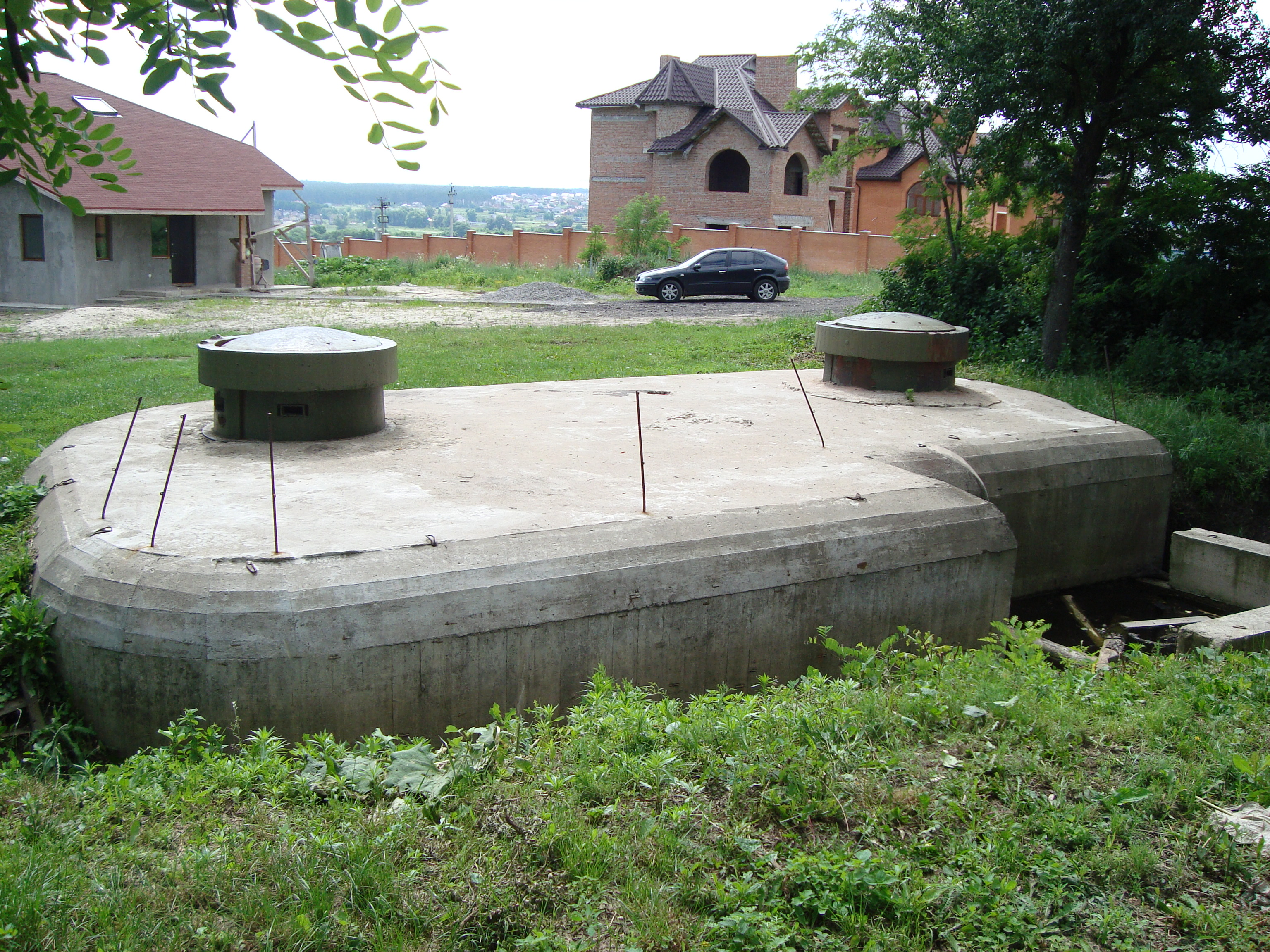
ДОТ № 204

50°20′23″ пн. ш. 30°21′58″ сх. д. / 50.33972° пн. ш. 30.36611° сх. д.
ДОТ № 204 — довготривала оборонна точка Київського укріпленого району у селі Юрівка поблизу Києва. Артилерійський командно-спостережний пункт (АКСП). Добре зберігся, є пам'яткою історії, науки і техніки.

## Історія
ДОТ № 204 був споруджений 1929—1930 року біля першої лінії оборони Київського укріпленого району і належав до 6-го батальйонного району оборони.
Ця фортифікаційна споруда брала участь у Німецько-радянській війні. У серпні 1941 року ДОТ був командним пунктом 28-го окремого кулеметного батальйону під командуванням капітана Івана Євсійовича Кіпаренка. Разом з іншими дотами цього і сусідніх сіл він належав до опорного пункту «Крим». Під час першого генерального штурму КиУРу, який розпочав 29-й армійський корпус німців 4 серпня 1941 року, АКСП № 204 мав бойовий контакт з ворогом починаючи з перших годин ворожого наступу. Але на даному відтинку німці завдавали допоміжного удару силами одного полку 44-ї піхотної дивізії та не наступали далі села Юрівка. 5 серпня під час бою за село німці захопили ДОТ № 204.

## Сьогодення
У квітні 2010 року ДОТ почали приводити до ладу активісти Міжнародної асоціації дослідників фортифікації «Цитадель» та пошукових об'єднань «Патріот», «Дніпро» і об'єднання ветеранів Афганістану міста Біла Церква за сприяння адміністрації села. Вони розчистили ДОТ від землі та сміття (яких вивезли 13 КамАЗів) та зробили в ньому ремонт. Було побілено стіни, зроблено освітлення, пофарбовано захисною фарбою бронековпаки, всередині влаштовано невелику виставку тощо. В ДОТі планували створити музей, що входив би до музейного комплексу «Оборона Києва, КиУР — Пояс Слави». Він мав стати першим музеєфікованим об'єктом Київського укріпленого району. ДОТ та прилеглу територію у 20 соток об'єднання «Патріот» взяло в оренду строком на 49 років. Розчищений ДОТ було урочисто відкрито 19 червня 2010 р. Пізніше його розорили вандали.

## Опис
ДОТ № 204 розташований на верхівці пагорба посеред села. Це врита в землю залізобетонна споруда, над якою підіймаються два залізні бронековпаки. Належить до типу «Б». Товщина стелі ДОТу становить 1,35 м. Гарнізон — орієнтовно 18-20 людей.
Всередині ДОТ має кілька приміщень. Вхід знаходиться з північного боку. Він веде до тамбура з бронедверима, за якими розташовані чотири з'єднані ланцюжком невеликі приміщення. Вони сполучені з більшою кімнатою та двома круглими шахтами зі східцями до бронековпаків. У великій кімнаті, швидше за все, були робочі місця операторів та місце відпочинку. Також у її стіні є запасний вихід (зовні засипаний землею). Оскільки ДОТ знаходиться під землею, його приміщення часто заливає вода. Бронековпаки належать до типу «ГАУ» (розроблені Головним артилерійським управлінням). Кожен з них має чотири амбразури. У деяких амбразурах збереглися заслінки. На поверхні ковпаків добре видно сліди від снарядів.

## Охоронний статус
21 грудня 2010 року Міністерство культури України надало ДОТу № 204 статус пам'ятки історії, науки і техніки (охоронний номер 513/39-Ко). За даними станом на 2003 рік, ДОТ мав статус пам'ятки, що перебуває на обласному обліку. Також він має охоронний номер 2600132/39.

## Світлини

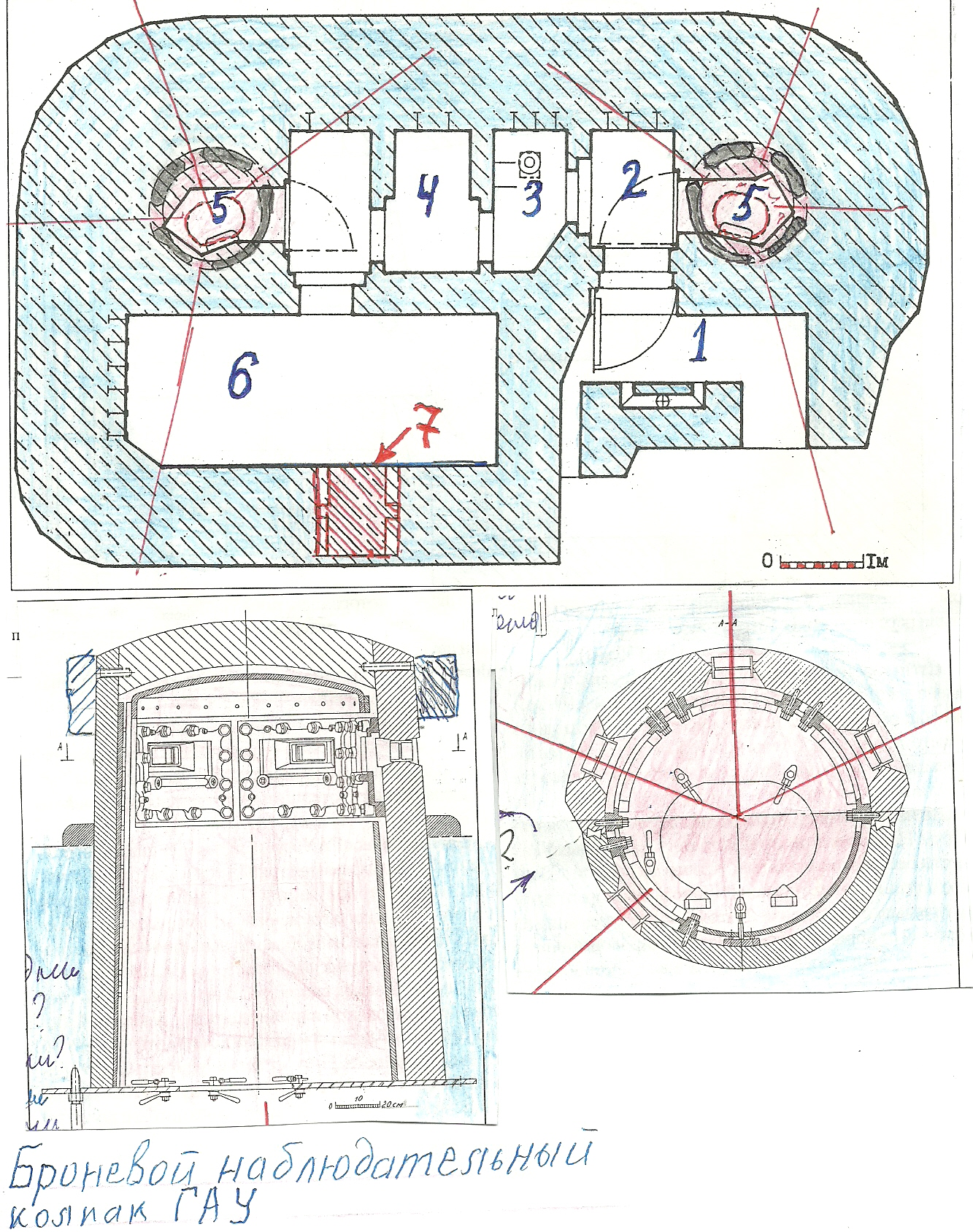
Будова
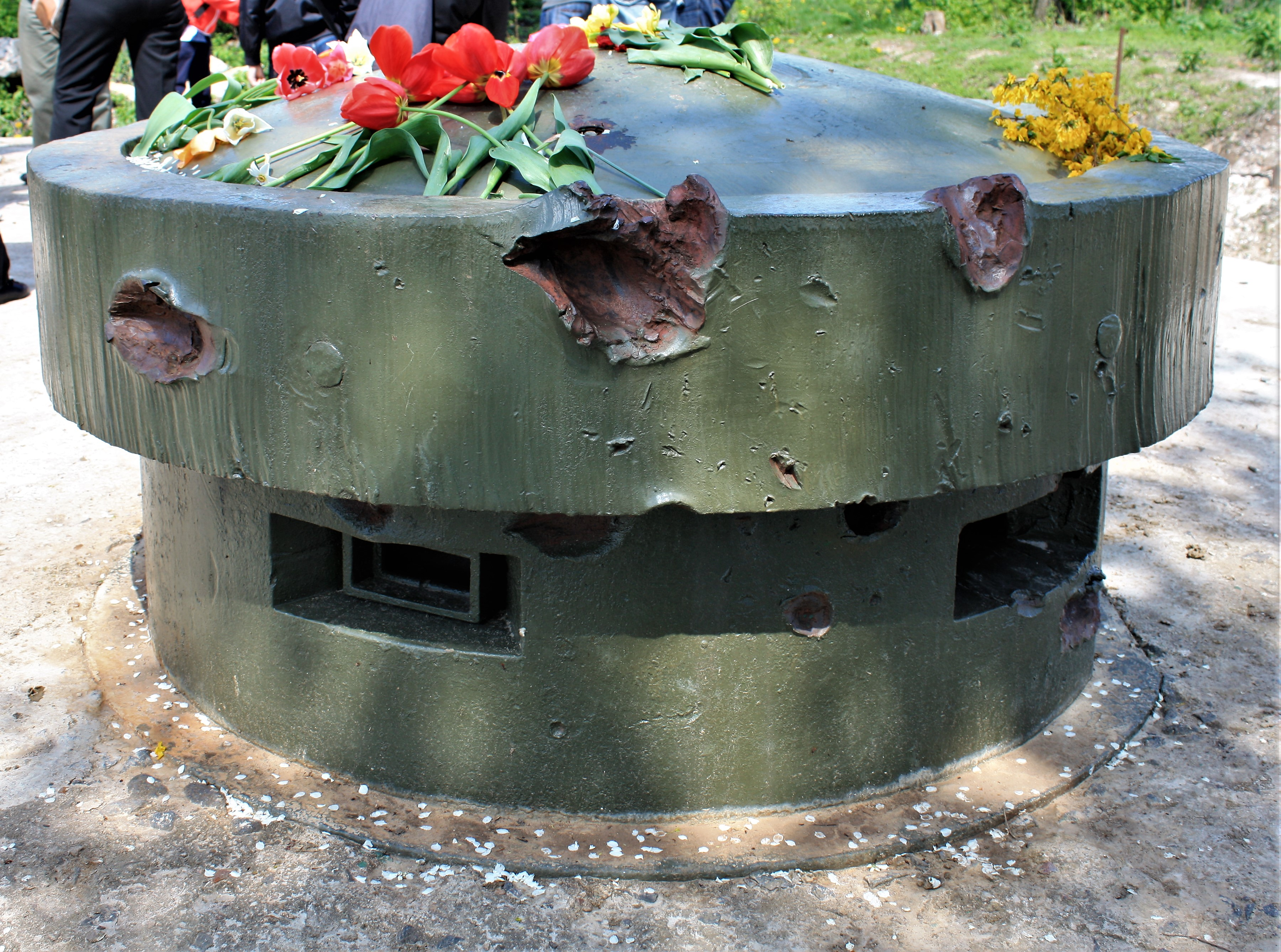
Бронековпак зі слідами від снарядів